# Ennstaler Alperne
Ennstaler Alperne ( tysk Ennstaler Alpen ), Alperne i Enns-dalen, er en bjergkæde i de nordlige kalkalper. De er primært beliggende i den østrigske delstat Steiermark og en del i delstaten Oberösterreich.
Det bedst kendte landskab i Ennstaler Alperne er Gesäusedalen, hvor floden Enns skærer gennem kalkstensklipperne, og som også er nationalpark.

## Afgrænsning
Ennstaler Alperne er defineret af:
- Bjergrækken Liezen, Pyhrn Pass og Windischgarsten mod vest.
- Hengst Passet og Laussabach mod nord.
- Floden Enns (fra Altenmarkt bei Sankt Gallen til Hieflau ), Erzbach og Vordernbergerbach mod øst.
- Floden Mura (fra Leoben til Sankt Michael i Obersteiermark ), Liesing og Palten mod syd.

### Toppe og bjerggrupper
Ennstaler Alperne omfatter bjerggrupperne:
- Haller Mauern (højeste top: Großer Pyhrgas, 2.244   moh.)
- Gesäuse-bjergene, inklusive Buchstein-gruppen (2.224   moh.), Reichenstein Group (2.251   m) og Hochtor-gruppen ( Hochtor, 2.369   m) og Lugauer (2.217   moh.).
- Eisenerzer Reichenstein 2.165   moh. (Eisenerz Alperne), med de foregående massiver af Reiting (inklusive Gößeck dets vigtigste top 2.214   moh.) (i syd) og Kaiserschild (2.105)   moh.) i nord.

### Gesäuse - Enns floddalen
Ennstaler Alperne gennemskæres i nord af floden Enns. Floddalens navn er på tysk er Gesäuse, og her går de eneste veje og jernbanelinjer, der løber gennem Ennstaler Alperne.

### Tilstødende bjergkæder
Andre bjergkæder i alperne, der grænser op til Ennstaler Alperne er:
- Oberösterreichische Voralpen (mod nord)
- Ybbstaler Alperne (mod nordøst)
- Hochschwab (mod øst)
- Lavanttal Alperne (mod sydøst)
- Seckauer Tauern (mod syd)
- Rottenmanner og Wölzer Tauern (mod sydvest)
- Totes Gebirge (mod vest)

### Byer
Beboelser i området er begrænset til Gesäuse og den sidedale.
- De største landsbyer i Gesäuse er Admont, Hieflau og Großreifling.
- Blandt bebyggelserne i bjergdalene finder man: Radmer, Johnsbach og St. Gallen.

I omegnen ligger byerne Leoben, Liezen og Eisenerz.